# Esamirim fasciatus
Esamirim fasciatus là một loài bọ cánh cứng trong họ Cerambycidae.